# Peepli Live
Peepli Live es una película hindú escrita y dirigida por Anusha Rizvi y producida por Aamir Khan y Kiran Rao. Peepli Live tiene las actuaciones de Omkar Das Manikpuri, Naseeruddin Shah, Raghubir Yadav, Nawazuddin Siddiqui, Shalini Vatsa y Malaika Shenoy junto a varios actores debutantes. Es una sátira sobre unos granjeros que se suicidan y los medios.
La película se estrenó el 13 de agosto de 2010. Peepli Live es la primera película de la india competir por un premio en el Festival de Cine de Sundance.  También  se proyectó en el Festival Internacional de Cine de Berlín y el Festival Internacional de Cine de Durban. Las críticas para este filme también fueron buenas - tiene un grado de 82% en el sitio web Rotten Tomatoes.
Peepli Live es la selección oficial de la India para los Óscar.

## Reparto
- Omkar Das Manikpuri como Natha.
- Raghubir Yadav como Budhia.
- Malaika Shenoy como Nandita Malik.
- Nawazuddin Siddiqui como Rakesh.
- Shalini Vatsa como Dhaniya.
- Farookh Zafar como Amma.
- Vishal O. Sharma como Kumar Deepak.
- Naseeruddin Shah como Saleem Kidwai, el Ministerio de Agricultura.
- Aamir Bashir como Vivek.

## Música
| Canción                    | Cantantes                                    |
| -------------------------- | -------------------------------------------- |
| 1. "Desh Mera"             | Indian Ocean                                 |
| 2. "Mehngai Dayan"         | Raghubir Yadav - Compuesto por Ram Sampath.  |
| 3. "Zindagi Se Darte Ho"   | Indian Ocean                                 |
| 4. "Chola Maati Ke Ram"    | Nageen Tanvir - Compuesto por Gangaram Siwar |
| 5. "Desh Mera (II)"        | Indian Ocean                                 |
| 6. "Mehngai Dayan (Remix)" | Raghubir Yadav                               |